# Центр управління дорожнім рухом (Львів)

Центр керування дорожнім рухом м. Львова

Адаптивний світлофор

Бортовий комп'ютер у львівському трамваї

Центр управління дорожнім рухом (Центр керування рухом) ЛКП «Львівавтодор» — центр управління і контролю за рухом міського громадського транспорту Львова. Розташований на вулиці Коновальця, 109, на базі колишнього диспетчерського пункту «Львівелектротрансу» поблизу кінцевої зупинки трамвайного маршруту № 2.
Центр керування рухом вартістю 2,6 мільйона євро створено в рамках кредиту, наданого місту Європейським банком реконструкції і розвитку на модернізацію трамвайних маршрутів № 2 та 6. Відкриття центру спочатку планувалося на липень 2012 року, однак було здійснене наприкінці жовтня того ж року. Центр здійснює керівництво системою «розумних світлофорів», встановлених компанією Swarco Traffik Systems вздовж трамвайних маршрутів № 2 та 6, за допомогою якої трамваям забезпечується «зелена хвиля», що на 20 % збільшує швидкість вагонів, які курсують за цими маршрутами. Вздовж цих маршрутів на певних зупинках облаштовано табло з відліком часу до прибуття трамваїв (разом 24 односторонніх дво- та чотирирядкових табло). Центр також здійснює GPS-моніторинг руху міських автобусів, трамваїв та тролейбусів.